# Žabokreky
Žabokreky este o comună slovacă, aflată în districtul Martin din regiunea Žilina, pe malul râului Beliansky potok⁠(d). Localitatea se află la altitudinea de 426 m deasupra n.m., se întinde pe o suprafață de 5,231 km2 și în 2017 număra 1.243 de locuitori. Se învecinează cu comuna Necpaly.

## Istoric
Localitatea Žabokreky este atestată documentar din 1282.

## Demografie
| An:                | 1994 | 2004   | 2014   | 2024 |
| ------------------ | ---- | ------ | ------ | ---- |
| Număr de persoane: | 1084 | 1111   | 1208   | 1208 |
| Diferență:         |      | +2,49% | +8,73% | +0%  |

| An:                | 2023 | 2024   |
| ------------------ | ---- | ------ |
| Număr de persoane: | 1194 | 1208   |
| Diferență:         |      | +1,17% |